# تونل قلاجه
تونل قلاجه یکی از بزرگترین تونل‌های ایران حد فاصل استان کرمانشاه و ایلام است.

## موقعیت جغرافیایی
یک سمت این تونل متعلق به استان ایلام و سمت دیگر آن تحت مدیریت استان کرمانشاه است. ارتفاع کوه قلاجه از سطح دریا ۲۱۵۰ متر می‌باشد.

## اهمیت
این تونل دو استان کردنشین کرمانشاه و ایلام را به هم متصل می‌کند. این تونل برای کاهش مسیر از نظر زمانی و همچنین کاهش خطرات بسیار زیاد این جاده در حال ساخت می‌باشد، این تونل ۲۵۰۰ متر طول دارد و از آن به عنوان مسیر احتمالی آینده راهیان کربلا یاد می‌شود، که افتتاح این تونل ۱۲ نقطه حادثه خیز را از جاده حذف می‌کند و همچنین حدود ۱۵ کیلومتر مسیر نزدیکتر می‌شود.

## ویژگی‌های محیطی تونل
وجود جنگل‌های وسیع و با ارزش بلوط ایرانی و انواع کمیابی از جانوران از ویژگی‌های بارز منطقه این تونل محسوب می‌شود.